# Megality ze Stenness
Megality ze Stenness – neolityczne kamienie znajdujące się w pobliżu wioski Stenness na Orkadach. Razem z innymi podobnymi obiektami tworzą tzw. Serce neolitycznych Orkadów wpisanych na Listę światowego dziedzictwa UNESCO.

## Położenie
Megality znajdują się na wyspie Mainland, największej w archipelagu Orkadów, w pobliżu małej wioski Stenness. Położone są na południowym cyplu oddzielającym jezioro Loch of Stenness od Loch of Harray. Ich lokalna nazwa stane-is wywodzi się z języka staronordyckiego i oznacza kamienny przylądek. Na północnym zachodzie w odległości 1,2 km od nich, leży neolityczny kamienny krąg Ring of Brodgar. W tej samej odległości na wschodzie znajduje się z kolei kamienny kopiec Maes Howe. Ponieważ w okolicy jest jeszcze kilka innych neolitycznych kamieni, to sugeruje, że obszar ten miał szczególne znaczenie.

## Charakterystyka
Megality są dość wąskimi kamieniami o grubości około 300 mm z ostro zakończonymi, ukośnymi wierzchołkami. Cztery z nich o wysokości około 5 m tworzyło pierwotnie kamienny krąg złożony z dwunastu kamieni o średnicy 32 m, który otaczał rów i wał ziemi. Po jego północnej stronie znajdowała się kamienna grobla prowadząca do neolitycznej osady Barnhouse, która przylegała do jeziora Loch of Harray. W centrum kręgu, gdzie usytuowane były mniejsze kamienie odnaleziono skremowane kości zwierząt, węgiel drzewny oraz ceramikę. Podobne „palenisko” odkryto również w Barnhouse. Poza kręgiem znajduje się wysoki na 5,6 m pojedynczy kamień. Przeprowadzone w latach 30. XX wieku badania wykazały, że obok niego stał jeszcze co najmniej jeden kamień, którego dziś nie ma.
Na podstawie datowania radiowęglowego oszacowano, że wznoszenie megalitów rozpoczęło się około 3100 p.n.e.

## W lokalnej tradycji
Jeszcze w XVIII wieku sądzono, że megality mają związek z tradycjami i rytuałami odnoszącymi się do nordyckich bogów. Wielu badaczy, którzy przybywali je obejrzeć przy okazji sporządzało ich dokumentację oraz spisywało miejscowe tradycje i wierzenia z nimi związane. W jednym z megalitów zwanym „Kamieniem Odyna”, wywiercono okrągłą dziurę, przez którą miejscowe pary podawały sobie ręce i składały przyrzeczenia. Służył on również innym rytuałom, gdyż wierzono w jego magiczną moc.
W grudniu 1814 roku kapitan W. Mackay, który posiadał pole uprawne w pobliżu kamieni, zdecydował się je usunąć ze swojej ziemi, ponieważ ciągle ktoś naruszał jego teren. Kiedy rozbił „Kamień Odyna” wybuchł skandal i oburzenie wśród mieszkańców. Jednakże został zatrzymany dopiero, kiedy zniszczył jeszcze drugi kamień, a inny przewrócił. Ponownie został on postawiony w 1906 roku, jednakże w nie do końca właściwym miejscu.

## Galeria

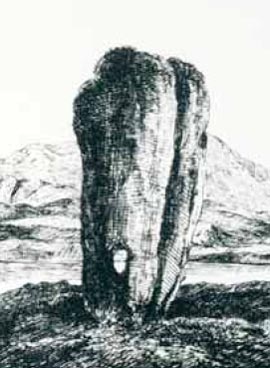
XVII-wieczna rycina Kamienia Odyna
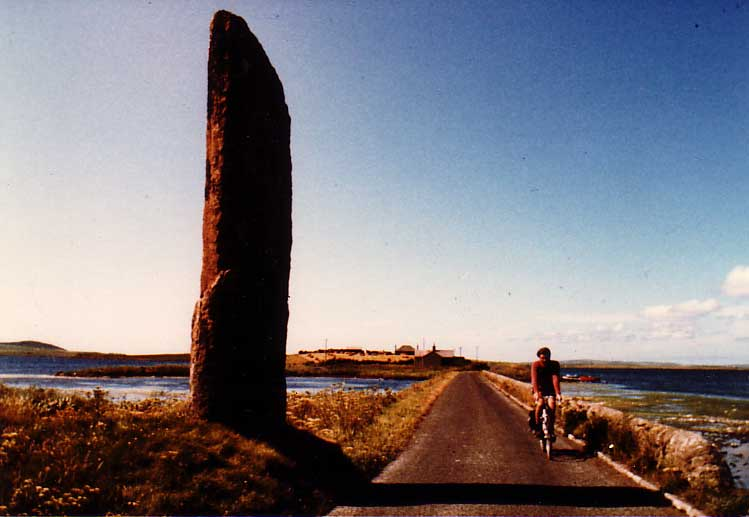
Kamień stojący przy drodze prowadzącej do kamiennego kręgu Ring of Brodgar
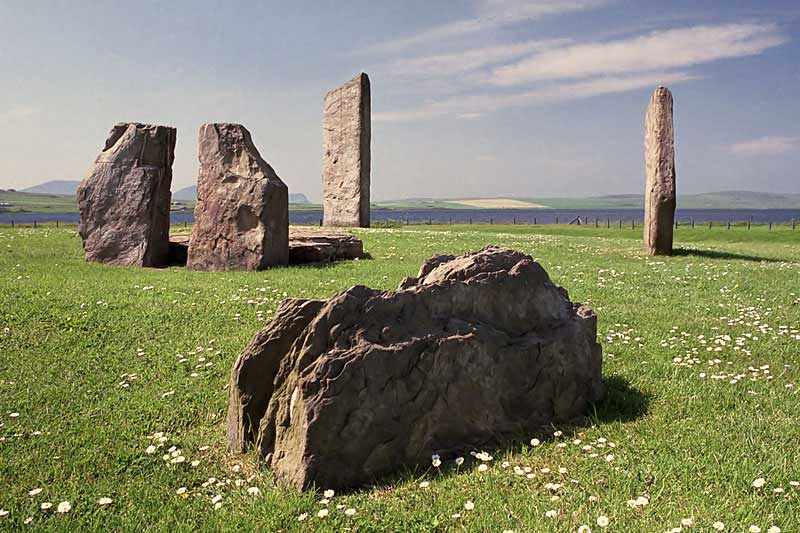
Kamienie znajdujące się w środku dawnego kręgu
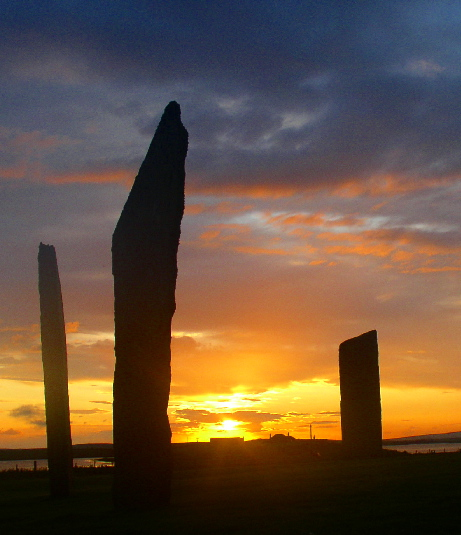
Megality o zachodzie słońca